# Stefan Sevenich
Stefan Sevenich (* 12. Juli 1966 in Neuwied) ist ein deutscher Opernsänger (Bass-Bariton).

## Leben
Stefan Sevenich wurde in Neuwied/Rhein geboren. Er studierte bei Claudio Nicolai an der Staatlichen Hochschule für Musik Köln. Seine künstlerische Ausbildung wurde ergänzt durch zahlreiche Meisterkurse u. a. bei Walter Berry und Helmut Deutsch.

## Karriere
Von 2003 bis 2007 war der Bassbariton Ensemblemitglied des Theaters Augsburg, wo er zahlreiche große Partien seines Faches sang, darunter die Titelrolle in Max Brands Maschinist Hopkins, Mustafà in Rossinis L'italiana in Algeri und Don Magnifico in La Cenerentola, Leporello in Mozarts Don Giovanni und Sancho Pansa in Massenets Don Quichotte.
Gastverpflichtungen führten ihn an das Theater Basel, das Landestheater Linz, die Nationaltheater in Mannheim und Weimar, die Staatstheater Bremen, Kassel, Braunschweig und Oldenburg, das Aalto-Musiktheater Essen und das Musiktheater im Revier Gelsenkirchen. Darüber hinaus gastierte er bei den Internationalen Maifestspielen Wiesbaden und den Ludwigsburger Schlossfestspielen. Zwischen 1999 und 2001 sang er verschiedene konzertante Opernaufführungen mit dem Orquesta Sinfónica Nacional de Costa Rica in St. José und gab mehrere Liederabende in Melbourne/Australien.
Im Dezember 2004 erhielt Stefan Sevenich den Bayerischen Kunstförderpreis des Staatsministeriums für Wissenschaft, Forschung und Kunst. Neben seiner sängerischen Tätigkeit lehrt Stefan Sevenich als Dozent für szenische Darstellung. Von 2003 bis 2008 hatte er einen Lehrauftrag an der Staatlichen Hochschule für Musik Nürnberg/Augsburg inne, wo er Aufführungen der Opernschule des Instituts Augsburg in Zusammenarbeit mit dem Theater Augsburg leitete und inszenierte.
Von 2007 bis 2012 war Stefan Sevenich als Spielbass am Staatstheater am Gärtnerplatz in München engagiert. Er glänzte bei der Eröffnungspremiere der Intendanz von Ulrich Peters in der Titelrolle von Mozarts Die Hochzeit des Figaro, wichtige Aufgaben in München waren außerdem u. a. die Partien der Mamma Agata in Viva la Mamma, Bartolo in Rossinis Der Barbier von Sevilla, Kaspar in Webers Der Freischütz, Mustafà in L’italiana in Algeri und Dulcamara in Donizettis Der Liebestrank.
Von 2012 bis 2015 gehörte Stefan Sevenich zum Ensemble der Komischen Oper Berlin. Dort sang er zahlreiche zentrale Partien seines Fachs, darunter Leporello, Don Alfonso in Così fan tutte, Dreieinigkeitsmoses in Aufstieg und Fall der Stadt Mahagonny, Zettel in Brittens Ein Sommernachtstraum, Peter Besenbinder in Hänsel und Gretel und zuletzt mit großem Erfolg Kalchas in Barrie Koskys Neuinszenierung von Jacques Offenbachs Die schöne Helena. Zu seinen weiteren Aufgaben gehörten Bonita in Kálmáns Arizona Lady und Betto di Signa in Calixto Bieitos Neuinszenierung von Gianni Schicchi.
Im Juli 2015 gastierte Stefan Sevenich mit der Partie des Bartolo in Rossinis Der Barbier von Sevilla bei der Styriarte Graz unter der musikalischen Leitung von Michael Hofstetter. An der Komischen Oper Berlin war er in der Spielzeit 2015/2016 als Kalchas in Die schöne Helena und Harrison D. Howell in Kiss me, Kate zu Gast. Weitere Gastspiele führten ihn als Pistola in Falstaff an das Badische Staatstheater Karlsruhe, als Mesner in Tosca an das Musiktheater im Revier, als Voltaire und Pangloss in Candide zum Volkstheater Rostock und als Roldano in Francesco Cavallis Veremonda zu den Schwetzinger Festspielen. 2016/2017 war er erneut als Pangloss in Rostock und als Dulcamara in L’elisir d’amore am Staatstheater Karlsruhe zu erleben. Am Nationaltheater Mannheim sang er 2017/2018 die Partie des Geheimrats Regen in der Neuinszenierung von Spolianskys Wie werde ich reich und glücklich?, außerdem debütierte er als Baron Zeta in Die lustige Witwe an der Semperoper Dresden und in mehreren Partien in der Welturaufführung von Jan Dvořáks Frankenstein mit der Hamburgischen Staatsoper bei Kampnagel.
In Karin Beiers Neuinszenierung von Schostakowitschs Die Nase war er 2018/2019 unter der Leitung von Kent Nagano erneut an der Hamburgischen Staatsoper zu sehen, weitere Gastspiele waren die der Neuinszenierungen von Killmayers Yolimba am Theater Münster und als Betto di Signa in Gianni Schicchi an der Staatsoperette Dresden. Mit der Titelpartie in der Neuinszenierung von Don Pasquale feierte er 2019 einen großen Erfolg am Staatstheater Augsburg. Nach wie vor bleibt er der Komischen Oper eng verbunden: außer seinen Erfolgspartien als Kalchas in Die schöne Helena und Pampylos in Die Perlen der Cleopatra sang er 2021/2022 Caronte in Monteverdis Orfeo und debütierte als Königin der Nacht in Iiro Rantalas Kinderoper Die Zaubermelodika. Mit der Partie des Brighella in Wagners Das Liebesverbot debütierte Stefan Sevenich an der Oper Leipzig. 2022/2023 gastierte er als Comte de Saint-Bris in Die Hugenotten am Nationaltheater Mannheim, sang die Partie des Humpty Dumpty in der Neuinszenierung von Gerald Barrys Alice’s Adventures Under Ground am Theater Magdeburg und am Grand Théâtre de Genève und ist als Kalchas 2025 erneut in Die schöne Helena an der Komischen Oper Berlin zu erleben.